# Császárhangyaformák

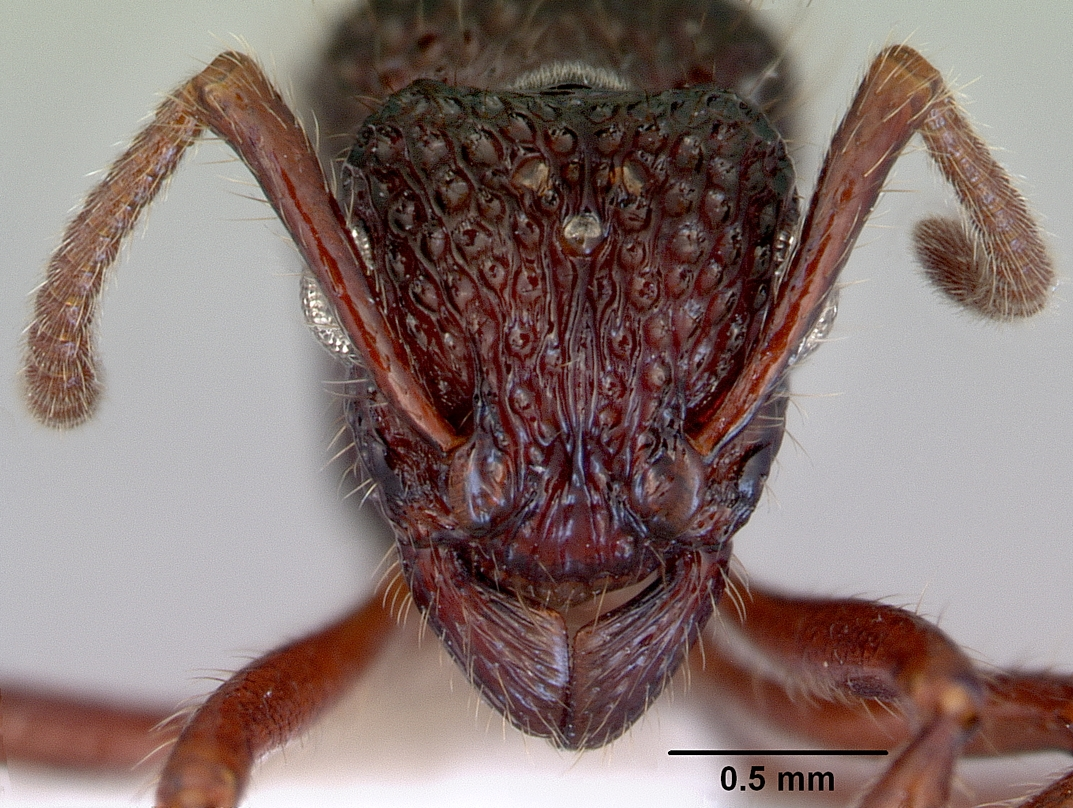
Biró-útonállóhangya feje elölnézetben

A császárhangyaformák (Ectatomminae) a hártyásszárnyúak (Hymenoptera) fullánkosdarázs-alkatúak (Apocrita) alrendjébe sorolt hangyák (Formicidae) családjának egyik kisebb alcsaládja négy recens és három kihalt nemmel.

## Származásuk, elterjedésük
A fajok többsége a trópusokon él. Magyarországon egy fajuk sem honos.

## Rendszertani felosztásuk a Magyarországon ismertebb fajokkal
Az alcsaládot két nemzetségre bontják:
- császárhangya-rokonúak (Ectatommini)  nemzetsége 3 recens és egy kihalt nemmel:

- - császárhangya (Ectatomma)
    - vörös császárhangya (Ectatomma tuberculatum)

- - útonállóhangya (Gnamptogenys)
    - vörös-fekete útonállóhangya (Gnamptogenys bicolor)
    - Biró-útonállóhangya (Gnamptogenys biroi)
    - változékony útonállóhangya (Gnamptogenys hartmani)

- - fémhangya (Rhytidoponera)
    - pompás fémhangya (Rhytidoponera metallica)

- - †Electroponera

- Typhlomyrmecini nemzetség egy recens nemmel:
  - Typhlomyrmex

Nemzetségbe sorolatlan két kihalt nem:
- - †Canapone

- - †Pseudectatomma